# چروکی (ویسکانسین)
چروکی، ویسکانسین (به انگلیسی: Cherokee, Wisconsin) یک محدوده ثبت‌نشده در ایالات متحده آمریکا است که در شهرستان ماراتون، ویسکانسین واقع شده‌است.

## خصوصیات
چروکی ۳۸۷٫۱ متر بالاتر از سطح دریا واقع شده‌است.